# ローゼス・ポイント駅
ローゼス・ポイント駅（英語：Rouses Point Station）は、ニューヨーク州ローゼス・ポイント デラウェア・ストリートとプラット・ストリートにある駅。 全米各地を結ぶ旅客鉄道のアムトラックが乗り入れている。

## 概要
当駅は、1889年にデラウェア・アンド・ハドソン鉄道（D＆H）の駅として建設された。現在、当駅は観光案内所および国境の南に位置するため米国税関国境警備検査のチェックポイントとして機能している。2002年には、デラウェア・アンド・ハドソン鉄道は5,000ドルでローゼス・ポイント村に駅の売却を打診した。2005年に国家歴史登録財に追加された。改修工事は2009年に連邦政府の景気刺激策の補助金832,500ドルを受けて前進した。改修工事は腐朽木材、屋根、床、壊れた窓の交換が含まれ、排水の問題が解決し、有害物質が除去された。

## 利用可能な鉄道路線／列車
アムトラックの停車する列車は下記の通り。
モントリオールとニューヨーク間の昼行国際列車アディロンダック…1日1往復停車